# لیکر ایرویز
لیکر ایرویز (انگلیسی: Laker Airways) شرکت هواپیمایی بریتانیایی است، که در سال ۱۹۶۶ تأسیس شد.